# 요구르팅
《요구르팅》(Yogurting)은 대한민국의 비디오 게임 개발사인 레드덕(전 타프시스템)에서 개발하고 네오위즈에서 서비스했던 온라인 게임이었다. 아기자기한 세계관과 강한 캐릭터성, 그리고 화려하고 적극적인 마케팅으로 많은 이들의 관심을 얻었다.
2006년 9월에 비디오 게임의 장르를 MMORPG로 바꾸는 대규모 업데이트를 거침과 동시에 요구르팅 2학기란 이름으로 바뀌었으나, 2007년 2월 27일에 서비스를 종료하게 되었으며, 일본에서도 2010년 5월 14일에 서비스를 종료하게 되었다. 또한 태국에서도 2011년 3월 29일에 종료되었다.

## 시놉시스
수업을 듣고 숙제를 하고 수업이 끝나는 종소리가 울리면, 발걸음이 가벼워지는 그런 평범한 학교이지만, 조금 별난 구석이 있다. 도서관에 여신님이 살고 있다든가 학교 안에 있는 온실에 거대한 밀림이 있다든가 평소에는 신경도 쓰지 않을 평화로운 나날이었지만, 어느날 무한방학현상(無限放学現象, Endless Vacation Phenomenon)이 세상을 덮쳐왔다. 쉬는 날도 아닌데 수업은 없고 대부분의 교사들이 사라진 것으로, 갑작스러운 사태에 학생들은 당황하고 남아있는 교사들은 무슨 일이 났는지도 모른다. 교사들의 수가 적어 학교의 운영이 어렵자, 그들을 대신해 학교의 학생위원회가 발벗고 나서게 된다. 각지의 학교에 심어져 있는 세계수가 공명을 일으켜 차원을 왜곡해버린 것, 무한방학현상 이후로의 기묘한 사건들이 계속 일어나기 시작하였다. 사건의 진상을 알게 된 각 학교의 학생위원회는 평화로운 학교 생활을 되돌리기 위해 연합회를 결성하고 학교 안의 조직을 지휘하여 사건을 해결하기 위해 행동을 개시한다.

## 개발
원래 타프시스템에서 루시아드(Lussiard)라는 이름으로 제작하고 있었으나, 2차 클로즈 베타 후 개발이 중단되었다가 네오위즈에 인수, 엔틱스소프트로 사명이 바뀐 뒤 대폭 수정을 거쳐 요구르팅으로 재탄생하였다. 개별 서비스가 아닌 네오위즈 피망(게임포털)에서 서비스하며, 그 후 엔틱스소프트는 바이오 벤처회사 엔비텍으로 넘어가며, 엔비텍의 주식을 엔틱스소프트에 넘기는 형식으로 하여 실질적으로 바이오 벤처회사로 변신하였고, 게임개발 부서를 "레드덕"이라는 이름으로 분할한 뒤 네오위즈의 자회사로 넘겼다.
- 프로게이머 김동수가 원래 자신의 꿈은 개발자라고 스타리그를 뛰쳐나가 루시아드를 개발하다 해설로 복귀한 계기.
요구르팅은 다양한 문화적 생동감으로 살아 숨쉬는 거리를 뜻하는 'Yogurt Cities'에서 착안했다. 모험과 에피소드를 테마로 '상큼하고 건강한 즐거움(yogurt)'에 진행동사형인 'ing'가 합쳐진 의미로, '항상 새롭고 상큼한 즐거움'을 유저들에게 줄 수 있는 새로운 게임을 만들자는 개발 목표가 반영되었다.
요구사양은 펜티엄 4 1.8Ghz, 램 512MB, 지포스 4 Ti 128MB 이상이었다.

## 시스템

### 무기
블레이드
몽둥이부터 대검까지 적을 벨 수 있는 근접 무기, 어느 방향이라도 3명까지 공격할 수 있다. 공격 속도는 무기마다 다르며 글로브보다 공격력은 약간 떨어진다.
글로브
장갑을 손에 착용하고 빠르게 공격할 수 있는 근접 무기로, 정면으로는 1명 공격이지만, 대각선으로 3명까지 한꺼번에 공격할 수 있으며, 공격력은 가장 높다.
뮤라
헤드셋처럼 귀에 쓰는 원거리 무기, 특수기는 캐릭터가 춤을 추어서 자신 주변의 적을 공격하는 스킬을 쓰며 몇몇 뮤라는 주위의 동료들을 치유할 수 있거나 상태이상을 풀어주는 스킬도 추가된다. 공격력은 블레이드보다 약간 떨어진다.
스피릿
캐릭터가 등에 메고 있는 형태로 착용하고 뮤라보다 더 먼거리의 적을 정령의 힘으로 공격하는 무기이다. 일반 공격은 가장 약하지만 대신 스킬이 강력하다. 루시아드에서는 무기마다 고유의 정령이나 생명체를 소환하여 대신 공격하게 하는 무기로 설정되었었다.

### 등장인물
- 요구르팅 게임 세계의 공립 학교

안나
차이나
- 요구르팅 게임 세계의 사립 학교

## 역사
2006년 9월 28일, MMORPG(요구르팅 2학기)로 크게 변화하면서 상황이 나아지길 바라던 운영진들의 바람과는 달리, 사태는 더 악화되었다. 에피소드의 난이도가 대폭 상승하고, 필드에서도 홀로 사냥하고 레벨을 쉽게 올릴 수 있게 되자, 유저수가 조금 늘었으나, 에피소드에서 인기척이 없어졌다. 그리고 무기와 옷이 허물에 불과하고 일부 기존의 무기나 옷이 별아이템화 되고, 누구나 가질 수 있게 되어 큰 비난을 얻으며 급속도로 유저들의 숫자가 줄었다.
2007년 1월 23일, 게임 서비스가 같은 해 2월 27일에 서비스가 종료됨이 공식 웹사이트를 통해 공지되었다. 서비스 종료가 공지됨과 동시에 별의 공급 및 사용이 중단되었으며, 2월 13일 이미 게이머들이 결제한 사이버 캐시와 게임내의 유료 아이템이 피망에서도 쓸 수 있도록 변환되었다. 그리고 폐쇄공지후 별로 구입 할 수 있는 모든 아이템들을 폐쇄시까지 무료로 마음껏 사용할 수 있게 하였다. 예정대로 2월 27일 대한민국에서의 게임 서비스는 2년 6개월 만에 종료되었다.
일본 쪽에서는 2005년 11월 24일부터 서비스를 계속해 왔었다. 국내에서 출간되지 않았던 공식 비주얼 설정집 등이 나오는 등 나름대로 반응을 얻었다. 그러나 서비스 업체에선 이번 해 2010년 5월 14일에 서비스 종료를 선언했다. 여러 이벤트, 캐시까지 추가 하면서 운영을 해왔지만, 원래 제작사 측에서 개발을 중단한 이유로 새로운 시스템 추가가 불가능하게 되었기 때문이다. 태국 쪽에서도 원인 불명의 해저 케이블 고장으로 렉이 심각해져 플레이어 수가 적어지고, 원래 제작사 측에서 개발을 중단한 게임을 계속 운영하기가 어려워 2011년 3월 29일에 서비스가 종료되었다.

### 사건
719 사태
오픈 베타 서비스 개시로부터 2개월도 안 된 2005년 7월 19일자 문제의 업데이트. 게임 내의 몇몇 에피소드만이 애용되고 나머지 에피스드들이 외면되는 것을 막기 위해 7월 19일 날 감행하였던 '불균형 해소'를 위한 대규모 업데이트였다. 내용 중에 특정 에피소드의 무기 드랍률을 높이면서 다른 곳에서 무기가 나오지 않거나 경험치가 급격하게 떨어뜨린 것이 화근으로 다음 날, 운영자가 해명글과 밸런스 수정 방안을 내놓고 복구함으로써 일단락 지어졌다.
913 사태
719 사태로부터 2개월이 지난 후 시행된 2005년 9월 13일자 문제의 업데이트. 요구르팅의 주요 특징을 없애버리는 커다란 사건이었다. 등수제와 도중난입의 폐지, '캐릭터 정보 보기'와 '파워업 횟수'의 표시, 무기의 강화를 100% 성공시키고 친구목록을 늘려주는 별아이템의 추가로 인해 거의 대부분의 유저들이 떠나게 만들어 훗날 8개의 서버를 3개로 통합하는 사태까지 가게 만들었다.
소소섭 늑대 사건
2005년 11월 21일 6시 ~ 11월 22일 14시까지 3개 서버중 소소에서만 일어났던 사건으로, 갑자기 에피소드 중 하나에서 대폭으로 무기의 드랍률이 높아진 것이 입소문을 타고 퍼져 많은 유저들이 많은 무기를 얻게되면서 게임내의 시세가 대폭 하락했다. 계속되던 이 상황은 14시에 그제서야 사태를 알아챈 운영진이 급히 서버를 닫고 드랍률을 수정함으로써 끝나게 되었다. 하지만, 무기 회수는 하지 않았는데, 이 때문에 또다시 많은 유저들이 빠져나갔다.

### 연혁
- 클로즈 베타 테스트
  - 1차: 2004년 7월 7일 ~ 7월 11일
  - 2차: 9월 9일 ~ 9월 16일
  - 3차: 12월 23일 ~ 2005년 1월 9일
  - 4차: 4월 26일 ~ 5월 3일
- 오픈 베타 서비스 - 2005년 5월 10일
- 모바일 게임 출시 - 2006년 8월 30일
- MMORPG화 - 2006년 9월 13일
- 대한민국권 서비스 종료 - 2007년 2월 27일
- 일본권 서비스 종료 - 2010년 5월 14일
- 태국권 서비스 종료 - 2011년 3월 29일

## 관련 미디어

### 대한민국
- OST 〈Always〉 - 2005년 4월 26일 - 신지
- 《요구르팅 1(백혜경, 대원키즈)》  -  2006년 3월 27일,, ISBN 8959638803
- 《요구르팅 2(백혜경, 대원키즈)》 -  2006년 7월 14일, ISBN 8959638811
- 《우리말 세대공감 1》(이주한/연두스튜디오, 삼성당) - 2006년 4월 15일, ISBN 8914015084
- 《요구르팅 서바이벌 리더십 1(삼성당아이 편집부, 삼성당)》 - 2006년 5월 10일, ISBN 8914015130

### 일본
- 《요구르팅 공식 비주얼 설정집》 - 2005년 12월 6일, ISBN 4758010439
- 《학원 온라인 RPG 요구르팅 공식 가이드》 - 2005년 12월 28일, ISBN 4797334525
- 《요구르팅 오리지널 사운드 트랙》 - 2006년 8월 9일, ASIN B000FWHXSU
- 《요구르팅 엔솔로지 코믹》
  1. 2005년 12월 26일, ISBN 475772540X
  2. 2006년 1월 30일, ISBN 4757726104

## 수상 경력
- 2005년 8월 31일 - 8월의 우수게임에 선정됨[5].
- 2005년 12월 16일 - “2005년 대한민국 게임대상” 기술창작상의 캐릭터부문 수상[6].

## 참조
1. ↑  한민수 (2003년 1월 22일). “타프시스템, 루시아드 홈페이지 오픈”. 게임스팟. 2008년 2월 27일에 확인함.[깨진 링크(과거 내용 찾기)]
2. ↑  송고 (2005년 4월 28일). “'요구르팅' 5월 10일, 오픈 베타테스트 전격 돌입!”. 연합뉴스. 2008년 2월 27일에 확인함.[깨진 링크(과거 내용 찾기)]
3. ↑  “'요구르팅' 일본서 정식서비스 개시”. 네오위즈. 2007년 11월 24일. 2008년 2월 27일에 확인함.[깨진 링크(과거 내용 찾기)]
4. ↑  유대훈 (2007년 1월 23일). “요구르팅, 2년 6개월만에 서비스 종료”. 게임메카. 2008년 2월 21일에 확인함.
5. ↑  김한준 (2005년 8월 31일). “'요구르팅', 문광부 주최 8월의 우수게임 선정”. 마이데일리. 2008년 2월 27일에 확인함.
6. ↑  김정훈 (2005년 12월 16일). “올해 최고의 게임에 "열혈강호" 선정”. 문화관광부. 2008년 2월 27일에 확인함.[깨진 링크(과거 내용 찾기)]

- 이수인(타프시스템 아트디렉터) (2003년 6월 23일). “매거진 정글 - 꿈이 있는 낭만 RPG ‘루시아드’ 제작기”. 매거진 정글. 2010년 5월 1일에 확인함.[깨진 링크(과거 내용 찾기)]